# Pla d'Espiola
El Pla d'Espiola és un pla ocupat per camps de cultiu de la comarca del Solsonès que es troba al poble d'Ardèvol, municipi de Pinós. Està situat al nord-est de la masia de Casacremada, a uns 725 m d'altitud.